# Kevin Simms
Pour les articles homonymes, voir Simms.
Pas d'image ? Cliquez ici

a Compétitions nationales et continentales officielles uniquement.

b Matchs officiels uniquement.
Dernière mise à jour le 8 novembre 2024.
 Kevin Gerard Simms, né le 25 décembre 1964 à Prescot (Angleterre), est un ancien joueur de rugby à XV, qui a joué avec l'équipe d'Angleterre, évoluant au poste de centre.

## Carrière
Il a disputé son premier test match le 5 janvier 1985, à l'occasion d'un match contre l'équipe de Roumanie et le dernier contre l'équipe du pays de Galles, le 6 février 1988.
Simms a participé à la Coupe du monde 1987 (3 matchs disputés).

## Palmarès
- 15 sélections avec l'équipe d'Angleterre
- Sélections par année : 5 en 1985, 2 en 1986, 6 en 1987, 2 en 1988
- Tournois des Cinq Nations disputés : 1985, 1986, 1987, 1988